# Jacques-Marie-Frangile Bigot
Jacques-Marie-Frangile Bigot, född 1818 i Paris, död den 14 april 1893 i Quincy-sous-Sénart, var en fransk naturhistoriker och entomolog, mest känd för sina studier av tvåvingar.
Han blev ledamot i Société entomologique de France 1844. Bigots samlingar av exotiska bromsar och blomflugor köptes av George Henry Verrall, som skänkte dem till Natural History Museum i London. Hans exotiska rovflugor och alla europeiska tvåvingar presenterades för Oxford University Museum of Natural History, skalbaggarna och halvvingarna för Société entomologique de France.
Auktorsnamnet Bigot kan användas för Jacques-Marie-Frangile Bigot i samband med ett vetenskapligt namn inom zoologin; se Wikipedia-artiklar som länkar till auktorsnamnet.